# FidoNet
FidoNet és una xarxa d'ordinadors a nivell mundial que s'utilitza per a la comunicació entre BBS. Va ser molt popular a principis de la dècada del 1990, abans de l'aparició d'un accés senzill a internet. La xarxa continua en funcionament però la seva utilització ha minvat considerablement, principalment pel tancament de moltes BBS.

## Història
El juny del 1984 Tom Jennings va enllaçar la seva BBS a la de John Madill, d'aquesta manera va néixer FidoNet, la primera xarxa de BBS. Es van passar de 2 a 50 nodes en tres mesos i al començament del 1985 va arribar a 160. Els primers nodes de FidoNet utilitzaven ordinadors IBM-PC amb DOS 2.0 i programari distribuït gratuïtament que era millorat i optimitzat ràpidament pels seus usuaris per tal de poder intercanviar més dades en menys temps (i així estalviar en el cost de la línia telefònica). S'estima que el 1991 els nodes de FidoNet eren més de 10.000 a tot el món.